# Басалига Михайло Самуїлович
Басалига Михайло Самуїлович (1 травня 1942, Слуцьк, Білорусь) — білоруський радянський художник-графік. Брат Володимира Басалиги.

## Біографія
У 1970 році закінчив Білоруський державний театрально-художній інститут.
Працює переважно в галузі книжкової графіки.
Виділяються оформленням: альбом «Гравюри Франциска Скорини» (1972, у співавторстві з В. С. Басалигою: диплом ім. Ф. Скорини на республіканському конкурсі «Мистецтво книги» та диплом III ступеня на Всесоюзному конкурсі 1972), книга «Вірші п'ятикнижжя» Г. Буравкіна (1976), «Добрий день, мамо» (1977), «Аве Марія» М. Танка (1980, все в техніці туш), «Написане залишається» О. Петрошкевича (1982, офорт).
У 2006 році ілюстрував видання трилогії «На роздоріжжі» Я. Коласа, також працював над ілюстраціями поеми «Курган», поеми «Хлопчик і льотчик» та ін. Я. Купали.
Твори знаходяться в Третьяковській галереї, Національному художньому музеї Білорусі, Музеї сучасного образотворчого мистецтва, фондах БСХ (Беларускі саюз мастакоў), літературних музеях Я. Купали і Я. Коласа, Слуцькому краєзнавчому музеї, Могильовському обласному художньому музеї ім. П. Масленікова.

## Нагороди
- Нагороджений медаллю 100 років БНР Ради Білоруської Народної Республіки[8].